# 有川まと
有川 まと（ありかわ まと）は日本の女性声優。舞台芸術学院出身。特技は空手。　

## 出演作品

### アニメ
- 爆転シュート ベイブレード 2002（スネーキー）

### テレビ
- さんまのまんま（関西テレビ）（コーナーナレーション）
- 世界・ふしぎ発見!（ボイスオーバー）
- NNNニュースプラス1（ボイスオーバー）
- NNN Newsリアルタイム（ボイスオーバー）
- BSスポット（ナレーション）
- カンボジアドキュメント（ボイスオーバー）
- マーサ・スチュアートのリビング（ボイスオーバー）

### OVA
- がんばれガンブッチシリーズ（ヒロシ）
- つくろう！地域安全マップ（ユウキ）
- クイズドラゴン（ナレーション）
- ゴッドファーザー（巻末特典ボイスオーバー）
- BIG　EGG

### ゲーム
- あつまれ！ピニャータ（ペチュラ）
- ハリー・ポッターと賢者の石（ビリー）
- ハリー・ポッターと秘密の部屋（コリン・クリービー）
- ハリー・ポッターとアズカバンの囚人（パーバディー・パチル）
- クィディッチワールドカップ（ハーバート・フリート）
- 007 ナイトファイア（ボンドカー）
- ニード・フォー・スピード（エキゾチックチームレディ）
- アニス＆スティッキー
- ドラえもん のび太と緑の巨人伝DS

### 吹き替え
- トリップ（ラロンダ）
- オーバーサマー爆裂刑事（婦警）

### テレビCM
- タカラ デンチマン

### ラジオCM
- みずほ銀行

### CDドラマ
- 俺達のステップ　STEP4（リポーター）
- 男女平等参画社会（レオ）
- 男女平等参画社会Ⅱ（さとし）